# MoinMoin
MoinMoin è un software basato sulla filosofia wiki, scritto in Python e utilizzabile senza database: i dati inseriti vengono infatti gestiti dal file system.
La sua diffusione nel web è notevole, al punto che possiamo definirlo uno dei wiki più diffusi, assieme a MediaWiki.
MoinMoin è rilasciato sotto licenza GNU GPL, Versione 2 o superiore. Progetti di software libero che fanno uso di MoinMoin sono: Ubuntu, Apache, Debian, FreeBSD e molti altri.